# Bruce Hurst
Pour les articles homonymes, voir Hurst.
Bruce Vee Hurst (né le 24 mars 1958 à St. George, Utah, États-Unis) est un ancien lanceur partant gaucher des Ligues majeures de baseball. Il a joué de 1980 à 1994, dont neuf saisons pour les Red Sox de Boston.

## Carrière
Sélectionné en première ronde (22e choix au total) en 1976 par les Red Sox de Boston, Bruce Hurst fait son entrée dans les ligues majeures en 1980.
Il a gagné 88 matchs pour Boston au cours des 9 saisons passées avec l'équipe, et s'est imposé comme meilleur lanceur partant de l'équipe à cette époque derrière le lanceur étoile Roger Clemens.
En 1983, il remporte 12 victoires, connaissant la première de 10 saisons consécutives de 10 victoires et plus. En 1986, il contribue à la conquête du championnat de la division Est de la Ligue américaine par les Red Sox en remportant 13 victoires, contre 8 défaites. Il présente cette année-là sa meilleure moyenne de points mérités (2,99) en carrière, et complète 11 de ses 25 départs.
En séries éliminatoires, il remporte ses trois décisions, la première en Série de championnat contre les Angels de la Californie. Il enregistre des gains dans les matchs #1 et #5 de la Série mondiale 1986. Avec les Red Sox à un retrait de remporter la titre  dans le match #6 contre les Mets de New York, Bruce Hurst était sur le point d'être annoncé gagnant du titre de joueur par excellence de la série finale, mais les Mets effectuèrent un ralliement pour infliger une défaite crève-cœur en sept parties à la formation bostonnaise.
Certains partisans de la théorie de la malédiction du Bambino, censée expliquer les malchances et insuccès répétés des Red Sox en parties d'après-saison, pointèrent le fait qu'il était possible, à partir du nom « Bruce Hurst », de composer l'anagramme « B RUTH CURSE ».
Après avoir gagné 15 matchs en 1987 et reçu une invitation pour le match des étoiles du baseball majeur, Hurst enregistre en 1988 un record personnel de 18 gains, contre seulement 6 défaites.
Il se joint comme agent libre aux Padres de San Diego et connaît, de 1989 à 1992, quatre autres saisons gagnantes, dominant la Ligue nationale pour les matchs complets avec 10 en 1989 et les blanchissages avec 4 en 1990.
Pendant la saison morte 1992-1993, il est opéré à l'épaule gauche, ce qui met à toutes fins pratiques un terme à sa carrière. Après avoir amorcé une cinquième saison à San Diego, Hurst est échangé aux Rockies du Colorado en juillet 1993. Il lance brièvement pour les Rangers du Texas à sa dernière saison, en 1994.
Bruce Hurst a été intronisé au Temple de la renommée des Red Sox de Boston en 2004.

## Après-carrière
Bruce Hurst été pendant quatre ans instructeur des lanceurs de l'équipe chinoise de baseball, participant notamment à la Classique mondiale de baseball 2006.
En 2008, Hurst était l'instructeur des lanceurs des Red Sox de Boston.